# National Hockey Association
National Hockey Association (NHA) (oficiálně National Hockey Association of Canada Limited) byla profesionální hokejová organizace, která provozovala ligu v provinciích Ontario a Québec v Kanadě. Jedná se o přímého předchůdce dnešní ligy National Hockey League (NHL). Liga byla založena v roce 1909 Ambrosem O'Brienem (z Renfrew, Ontario, Kanada), který byl zřejmě prvním prezidentem profesionální hokejové ligy a dal vzniknout hře o šesti hráčích na každé straně, když v roce 1911 zrušil pozici sedmého hráče zvaného Rover. Během jeho života liga zvládala udržet své hráče i přes konkurenci Pacific Coast Hockey Association (PCHA), až do I. světové války, kdy nasazení hráčů ve válce vyvolalo spory mezi vlastníky. Spory vlastníků začalo řešit vedení v roce 1917, načež NHA odložila zápasy a hodlalo se zbavit majitele Eddieho Livingstona. Se zbývajícími majiteli týmů NHA jednala. Livingstone se s vedením NHA soudil. Následující rok, kdy stále nebylo dosaženo pokroku se Livingstone a ostatní majitelé klubů rozhodli trvale zrušit NHA a založili National Hockey League, kde použili stejná pravidla, koncept a trofeje jako byly v NHA.

## Historie

### Založení
V listopadu 1909 se v lize Eastern Canada Hockey Association, držiteli Stanley Cupu a zřejmě v nejelitnější lize té doby, vyskytly spory. Tým ECHA Montreal Wanderers koupil PJ Doran, majitel stadionu Jubilee Rink v Montréalu a tam také přesunul zápasy Wanderers. Tento stadion měl menší kapacitu než původní Montréal Arena, což znamenalo, že si hostující týmy vydělaly méně peněz při cestách za Wanderers. Na protest 25. listopadu 1909 ostatní týmy rozpustily ligu ECHA a založily ligu Canadian Hockey Association bez Wanderers.
V té době se majitel prosperujícího stříbrného dolu Ambrose O'Brien, který byl prezidentem týmu Renfrew Creamery Kings, usiloval o zařazení týmu do ECHA, aby mohli hrát o Stanley Cup. 25. listopadu 1909 při zakládajícím zasedání CHA, které se konalo v hotelu Windsor v Montréalu, požádal O'Brien o členství v CHA, ale žádost byla zamítnuta. Po zasedání se O'Brien setkal s Jimmym Gardnerem z Wanderers, jehož tým byl také odmítnut. Společně se rozhodli založit vlastní ligu, National Hockey Association. S dvěma dalšími týmy (Cobalt a Haileybury) byla 2. prosince 1909 založena NHA na soukromém zasedání v Montréalu a přijali pravidla ECHA.
V té době také probíhal mocenský boj frankofonních Kanaďanů o Montréal, načež O'Brien a Gardner představili svůj plán o týmu plně obsazeném frankofonními Kanaďany od hráčů po management, s názvem Les Canadiens dnes známého jako Montreal Canadiens. Tento klub byl přijat 4. prosince 1909. Řídil jej Jack Laviolette, ale vlastnil stále O'Brien. Ambrose O'Brien a jeho otec Michael John O'Brien financovali čtyři týmy ligy. Byly to: Renfrew Creamery Kings (později známé jako Renfrew Millionares), Cobalt, Haileybury a Les Canadiens. Cobalt a Haileybury přišli z Timiskaming Professional Hockey League (TPHL). Renfrew přešel z Federal Amateur Hockey League. Společně s Wanderers měla liga pět týmů.
O'Brienovi byli odhodláni vyhrát Stanley Cup, proto ihned začali soupeřit o hráče. Renfrew podepsal smlouvy s Lesterem a Frankem Patrickovými. Každý z nich podepsal smlouvu na 3000 dolarů za sezónu, což byl nejvyšší výdělek do té doby. Renfrew rovněž podepsal smlouvu s hráčem posledního vítěze Stanley Cupu Ottawy Senators – Cyclone Taylorem. 
Návštěvnost na zápasech ligy CHA byla slabá, proto se 15. ledna 1910, na setkání s vedením NHA jednalo o sloučení obou lig. Místo toho NHA převzala Ottawu a Montreal Shamrocks. Majitelům Montréalu Le National bylo nabídnuto vlastnictví Canadiens, ale ti to odmítli. Quebec Bulldogs a ostatní týmy CHA se ani neucházeli o členství. Výsledky zápasů hraných před 15. lednem 1910 byly zrušeny a liga začala znova, tentokrát se sedmi týmy.

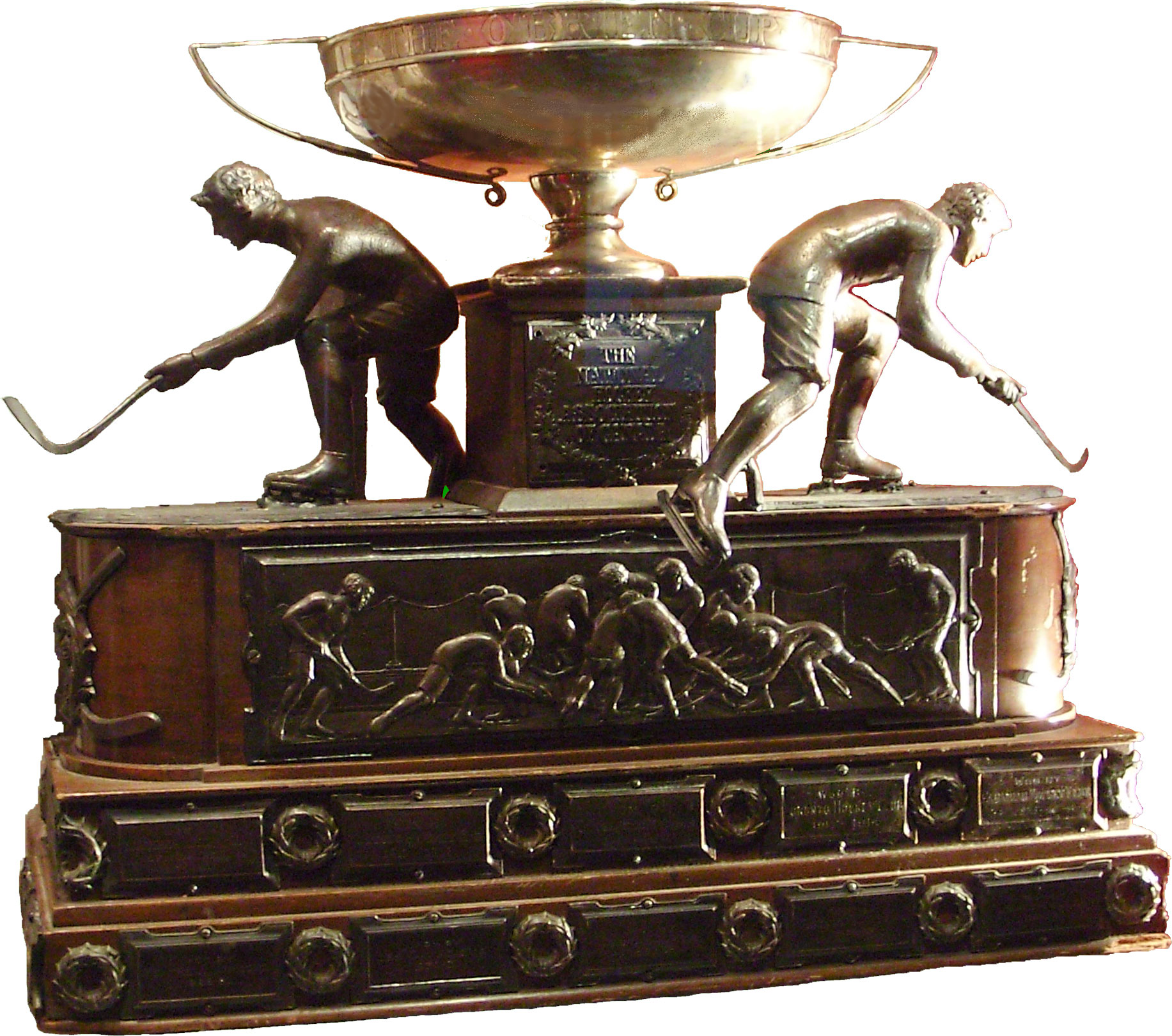
O'Brien Cup, trofej pro mistry NHA. V NHL udílení trofeje pokračovalo po roce 1917.

### 1910-1914: ustálení
I přes snahy O'Brienů, při nichž se přesunul Newsy Lalonde z Canadiens do Renfrew, hrál o Stanley Cup tým Wanderers, který ovšem podlehl Edmontonu a tak ukořistili pouze ligový titul. Toto vedlo ke změnám v lize. Cobalt, Haileybury a Shamrocks byli vyhozeni a Les Canadiens převzali noví majitelé. Québec se připojil k lize před sezónou 1910-11. Lalonde se vrátil ke Canadiens. Také bylo rozhodnuto o povolení pro dva Torontské týmy, které by hrály na stadionu Arena Gardens.
Na začátku sezóny 1910-11 byly v lize rozbroje, protože byl stanoven platový strop. Sezóna téměř ztroskotala na široké nespokojenosti hráčů kvůli nízkým nabízeným platům. Hráči dokonce zvažovali založení vlastní ligy, ale stadiony byly pod kontrolou NHA. V sezóně byla zrušena pozice Rovera. Poté se hrálo o 5 hráčích v poli spolu s jedním brankářem. Ottawa vyhrála Stanley Cup proti Galtu a Port Arthuru.
Po sezóně O'Brien ukončil své působení v ledním hokeji a Renfrew vystoupili z ligy. Vedení ligy pokračovalo v O'Brienově záměru přijmout dva Torontské kluby, které čekaly na dostavbu haly Garden Arena. V NHA nyní byly pouze 4 týmy (Ottawa Senators, Québec Bulldogs, Montreal Wanderers a Montreal Canadiens). Bratři Patrickové postavili dva stadiony (ve Vancouveru a ve Victorii) a založili ligu Pacific Coast Hockey Association (PCHA). PCHA využila nízkých platů v NHA a snažila se o získání jejich hráčů. Québec vyhrál ligový šampionát a poté i svůj první Stanley Cup, když porazili Moncton. I přes konkurenci PCHA povolila NHA exhibici, kterou zorganizovali sami hráči NHA a při níž výběr hvězd NHA sehrál sérii zápasů proti týmům PCHA. Při té příležitosti byli někteří hráči včetně Cyclona Taylora lákání k přestupu do PCHA. 
V sezóně 1912-13 vstoupily do ligy dva nové týmy Toronta. Torontos (později zvaní Toronto Blueshirts) a Toronto Tecumsehs. Liga se tímto rozrostla na 6 týmů. Liga sice ztratila 3 hráče z mistrovského Québecu, které přetáhla PCHA, ale ti byli nahrazeni nejlepšími hráči z ligy Ontaria a Maritime League. Díky tomu Québec opět vyhrál ligu a v zápase o Stanley Cup porazily tým PCHA Victoria Aristocrats.
Sezóna 1913-14 (poslední před I. světovou válkou) skončila nerozhodně mezi týmy Torontos a Canadiens. Proto bylo založeno první play-off. Toronto vyhrálo dvouzápasovou sérii. Torontos Byli prvním torontským týmem, kteří vyhráli Stanley Cup. Poté sehráli sérii pěti zápasů s Victorií, kterou vyhráli ve třech zápasech v řadě (další dva zápasy nebyly zapotřebí). 
Při spuštění sezóny 1914-15 bylo rozhodnuto o udílení Stanley Cupu pouze týmům z lig NHA a PCHA. V dvoukolovém play-off spolu hráli Wanderers a Senators. Ottawa vyhrála a měla právo vyzvat v zápase o Stanley Cup – Vancouver Millionaires. Ottawa byla Vancouverem poražena a skončilo tak období, kdy Stanley Cup získávaly týmy NHA. V následující sezóně 1915-16 vyhrál Stanley Cup tým PCHA Portland Rosebuds, který porazil Montreal Canadiens.

### 1915-17: I. světová válka a konec NHA
Začátek I. světové války znamenal, že hráči byli povolávání k boji za mořem. I. světová válka a přetahování hráčů konkurenční ligou PCHA znamenaly úbytek kvalitních hráčů v NHA. V roce 1915 podepsaly NHA a PCHA dohodu omezující podpisy smluv hráčů NHA s ligou PCHA a byl založen draft. Nicméně smír netrval dlouho a spory mezi NHA a PCHA vedli později ke konci NHA. Liga se rozkládala na dvě části – Toronto + Québec City a Montrealské týmy + Ottawa.
V roce 1916 liga zbavila hlasovacího práva ve vedení ligy majitele torontských klubů Livingstona, který porušoval pravidla. V lize nastoupil nový armádní tým, známý jako Toronto 228th Battalion nebo také Northern Fusiliers. Hráli v khaki oblečení a byli velmi populární. V únoru 1917 musel klub kvůli svým armádním povinnostem odstoupit. Ligové vedení nechtělo pokračovat s pěti týmy a rozpustili Toronto Blueshirts a jejich hráče rozdělili mezi zbylé týmy. Livingstone hrozil vedení žalobou, kvůli pozastavení svých týmů. Vedení požadovalo, aby Livingstone prodal svůj podíl v Torontu mezi dubnem a červnem 1917. Místo prodeje, Livingstone zrealizoval svojí výhrůžku a ligu zažaloval. 
Sezóna se ukázala být poslední sezónou NHA. Montrealsko-Ottawská frakce majitelů se setkala v listopadu 1917, aby zrušily NHA a založily National Hockey League, aby mohli pokračovat v hokeji bez Livingstona. Každému majiteli v NHA bylo až na Livingstona uděleno povolení, které umožnilo převést smlouvy na tuto ligu.

## Význam pro lední hokej
NHA byla ve své době inovativní a některé změny měly velký význam pro rozvoj hokeje. Mezi ně patřilo zrušení sedmého hráče na ledě na pozici rovera. Dalšími byla: zavedení čísel na dresech, založení pravidla o vyloučení do konce utkání, umožnění výměn formací za běhu hry.

## Týmy

### Přehled po sezónách
| Sezóna  | Týmy | Mistr                                            |
| ------- | --- | ------------------------------------------------ |
| 1910    | Cobalt Silver Kings, Haileybury Comets, Montreal Canadiens, Montreal Shamrocks, Montreal Wanderers, Ottawa Senators†, Renfrew Creamery Kings | Montreal Wanderers†                              |
| 1910–11 | Montreal Canadiens, Montreal Wanderers, Ottawa Senators, Quebec Bulldogs, Renfrew Creamery Kings                                             | Ottawa Senators†                                 |
| 1911–12 | Montreal Canadiens, Montreal Wanderers, Ottawa Senators, Quebec Bulldogs                                                                     | Quebec Bulldogs†                                 |
| 1912–13 | Montreal Canadiens, Montreal Wanderers, Ottawa Senators, Quebec Bulldogs, Toronto, Toronto Tecumsehs                                         | Quebec Bulldogs†                                 |
| 1913–14 | Montreal Canadiens, Montreal Wanderers, Ottawa Senators, Quebec Bulldogs, Toronto, Toronto Ontarios                                          | Toronto† (vyhráli playoff nad Canadiens)         |
| 1914–15 | Montreal Canadiens, Montreal Wanderers, Ottawa Senators, Quebec Bulldogs, Toronto, Toronto Shamrocks                                         | Ottawa Senators (vyhráli playoff nad Wanderers)  |
| 1915–16 | Montreal Canadiens, Montreal Wanderers, Ottawa Senators, Quebec Bulldogs, Toronto                                                            | Montreal Canadiens†                              |
| 1916–17 | Montreal Canadiens, Montreal Wanderers, Ottawa Senators, Quebec Bulldogs, Toronto*, Toronto 228th Battalion*                                 | Montreal Canadiens (vyhráli playoff nad Ottawou) |

† Vítězové Stanley Cupu. V roce 1910, jsou oba týmy Wanderers i Senators považováni za mistry.
*228th Battalion skončili po první polovině sezóny. Toronto, které bylo vyloučeno v první polovině sezóny.

### Týmová historie
| Tým                                                                                                 | Roky      | Původ                                                                                        |
| --------------------------------------------------------------------------------------------------- | --------- | -------------------------------------------------------------------------------------------- |
| Cobalt Silver Kings                                                                                 | 1909–10   | z TPHL, vrátili se zpět do TPHL v roce 1911, NHA povolila vstup Quebecu Bulldogs v roce 1911 |
| Haileybury Comets                                                                                   | 1909–10   | z TPHL, vrátili se zpět do TPHL v roce 1911. Práva byla převedena do Montrealu Canadiens.    |
| Les Canadiens/Montreal Canadiens                                                                    | 1909–1917 | nově vzniklý, původně ve vlastnictví O'Briena; poté jej převzal Kennedy počínaje rokem 1910. |
| Montreal Shamrocks                                                                                  | 1910      | z ECHA, připojen v lednu 1910                                                                |
| Montreal Wanderers                                                                                  | 1909–17   | z ECHA, připojen v prosinci 1909                                                             |
| Ottawa Senators                                                                                     | 1910–17   | z ECHA, připojen v lednu 1910                                                                |
| Quebec Bulldogs                                                                                     | 1910–17   | z ECHA, připojen v prosinci 1910                                                             |
| Renfrew Creamery Kings                                                                              | 1909–11   | z Federal League, připojen v prosinci 1909, zrušen v roce 1911. Práva prodána Tecumsehs.     |
| Toronto, aka Toronto Blueshirts                                                                     | 1912–17   | nový, práva koupena od O'Briena.                                                             |
| Toronto Tecumsehs přejmenován na Toronto Ontarios, 1913–1914 přejmenován na Toronto Shamrocks, 1915 | 1912–16   | nový, práva koupena od O'Briena.                                                             |
| Toronto 228th Battalion                                                                             | 1916–17   | nový, nahrazoval Tecumsehs/Ontarios/Shamrocks v letech 1916–17.                              |